# Родолфо Чикиликуатре
Родолфо Чикиликуатре (шп. Rodolfo Chikilicuatre) је комични лик којег је глумио Давид Фернандез Ортиз. Први пут се појавио у шпанској емисији Буенафуенте. Са песмом Baila el Chiki-chiki учествовао је на Песми Евровизије 2008. у Београду.